# Stemma di Catania
Lo stemma della Città di Catania è costituito da uno scudo con lo sfondo azzurro, timbrato dalla corona reale aragonese e recante, nella parte inferiore, la legenda che riporta la sigla “S.P.Q.C.”. Al centro è presente un elefante posto di profilo di colore rosso porpora con le zanne rivolte a sinistra (destra araldica), sopra di esso è presente una lettera “A” maiuscola anch'essa di colore rosso.

## Blasonatura
Lo stemma, riconosciuto con D.C.G. dell'11 agosto 1934 e trascritto nei registri della Consulta Araldica il 14 agosto, ha la seguente blasonatura:
La descrizione del gonfalone è la seguente:

## Spiegazione degli elementi
Gli elementi che compongono lo stemma sono:
- la legenda che riporta la sigla “S.P.Q.C.” e che sta per Senatus Populusque Catanensium (il Senato e il Popolo di Catania, vedi in proposito SPQR). La magistratura comunale catanese fece infatti uso, in maniera irregolare non disponendo infatti del relativo privilegio, del titolo di senato a partire da 1608 ma, dopo delle proteste delle città di Palermo e Messina che usavano invece il titolo regolarmente, con lettera osservatoria del viceré Emanuele Filiberto del 16 giugno 1624 ne venne consentito l'uso. Il titolo venne confermato da un rescritto del re Vittorio Amedeo II del 6 gennaio 1714.[2]
- l'elefante posto al centro di profilo, di colore rosso porpora richiama la statua di pietra lavica presente in piazza Duomo dal 1736 popolarmente chiamata Liotru.[3]
- la lettera "A" maiuscola, anch'esso di rosso, è l'iniziale del nome Agata (Sant'Agata è la santa patrona della città ed è rappresentata in maniera completa nel gonfalone) e vuole ricordare un miracolo fatto dalla santa nel 1357; infatti nel maggio di quell'anno avvenne nel golfo di Catania una battaglia navale, passata alla storia come Scacco di Ognina, in cui la flotta siciliana, al comando dell'ammiraglio Artale I Alagona, al grido "Sant'Agata e Alagona" vinse gli avversari, mutando a proprio favore le sorti della "Guerra dei Novant'anni", che dal 1282 al 1372 si combatté tra Napoli e la Sicilia. Altre ipotesi, di origine seicentesca, presumevano che la "A" volesse indicare la dea Atena, dea della sapienza ad indicare le virtù della città, o in alternativa la città di Atene, progenitrice di Catania, ma queste ipotesi non hanno valore storico.[4] Un'altra spiegazione, più realistica, è che la lettera voglia rappresentare sia Sant'Agata che la dinastia degli Aragona, del cui governo la città beneficiò in modo particolare.[5]

Il gonfalone presenta le seguenti caratteristiche: lo stemma riportato è leggermente differente da quello presente a solo, la lettera “A” è sostituita da «S. Agata armata, alla destra, della spada posta in sbarra, e, alla sinistra, di uno scudo ovale d'oro con l'effigie di un'aquila d'argento a volo abbassato». Questa rappresentazione dell'emblema si ricollega allo stemma grande usato nel XV secolo per i privilegi che viene descritto così: «Li armi di la chitati videlicet la figura di la gloriusa sancta Agatha et lu elephanti di sucta». Sono inoltre presenti le legende Castigo rebelles a destra ed Invictos supero a sinistra e sotto lo scudo, su nastro svolazzante il motto: Catania tutrix regum. Questi motti sono probabilmente da collegare alla funzione avuta da Catania nella difesa del regno contro le ribellioni di città e feudatari durante il secolo XIV. I colori presenti (verde, rosso-amaranto, celeste, sono i colori della città) si ricollegano al gonfalone in uso nel 1929. Il verde potrebbe essere il verde-ulivo di Sant'Agata oppure, in alternativa, simbolo di libertà; l'azzurro era il colore del gonfalone civico in uso nel XVII secolo mentre il rosso-amaranto (cremesino) era il colore del gonfalone regio così come della dinastia di Aragona.

## Storia
Lo stemma ebbe origine, con tutta probabilità, dal passaggio della città dal governo del vescovo-conte al demanio regio avvenuto nel 1239 ad opera di Federico II. Ciò significò che la città poteva governarsi autonomamente e quindi sorse la necessità, sull'esempio delle coeve città comunali dell'Italia settentrionale, di dotarsi di un simbolo che rappresentasse l'autonomia raggiunta e si contrapponesse a quello del passato dominio vescovile (San Giorgio). La scelta cadde naturalmente sull'elefante di pietra lavica con cui la città veniva da tempo identificata; infatti già in una relazione della seconda metà del secolo X (durante la dominazione islamica), ad opera del geografo Al-Muqaddasi, della città di Qatāniya viene detto che «Si chiama anche Madīnat al-Fīl (Città dell'Elefante)» e Idrisi (che la riporta come Balad al-fîl), presente in Sicilia dal 1145 al 1164, aggiunse che l'elefante «con cui essa divenne famosa è un talismano di pietra della forma di quell'animale, che in antico stava sulla cima di un alto edificio».
La rappresentazione più antica dello stemma, immediatamente precedente il 1376, è quella presente sul basamento del busto di Sant'Agata, dove è situato uno scudo riportante un elefante di profilo rivolto a sinistra con la proboscide rialzata e sormontato da una “A” gotica ({\displaystyle {\mathfrak {A}}}).

Capo del Littorio

Successivamente si ha notizia che nel XV secolo gli uffici comunali usavano due sigilli: uno grande per i privilegi e uno piccolo per gli usi amministrativi correnti. La differenza probabilmente consisteva nelle presenza di una figura femminile (probabilmente Sant'Agata) nel primo, sostituita dalla lettera “A” nel secondo. Due successive rappresentazioni, una del 1572 l'altra del 1594, riportano uno stemma molto simile a quello attualmente presente nel gonfalone. Nel secolo XVII il punzone del sigillo grande, tuttora presente presso l'archivio comunale, si presenta in una forma molto più “ornata”: «di forma rotonda con l'aggiunta di un putto reggente un elmo, porta tutto attorno la scritta: Catana urbs clariss ; tutrix regni in omni fortuna fideliss: et antiquum domicilium regnum. Al centro, ai due lati dello stemma, lungo un nastro, la scritta “invictas supero — castigo rebelles”». In seguito Sant'Agata viene sostituita, erroneamente, da Minerva (Atena), equivoco che si trascinerà fino al 1928, anno in cui il vecchio stemma rappresentante una «gigantesca Athena a terra, quasi addossata all'elefante, sullo scudo la civetta, uccello sacro della dea, il Σ monogramma della sapienza, e la A monogramma di Athena (o di Atene o anche di Agathodemon)» verrà dismesso. Nello stesso anno si inizieranno le pratiche per l'approvazione del nuovo stemma e gonfalone che giungeranno a termine nel 1934. Al nuovo stemma venne imposto, in ossequio al Regio Decreto del 12 ottobre 1933, il capo del Littorio, eliminato dopo la caduta del fascismo.

## Bandiera

Bandiera della città

La bandiera cittadina riprende i due colori dello stemma, rosso e azzurro, in un drappo diviso verticalmente con il rosso dalla parte dell'asta.